# Калкатунгијски језици
Калкатунгијски језици су једна од грана пама-њунганских језика. Укључује два језика која нису блиско сродна.

## Подела
Калкатунгијски језици: 
- Калкатуншки (калкатунгу)
- Јаларншки (јаларнга)

Ова два језика нису блиско сродна и према Роберту Диксону представљају две посебне породице. Према неким класификацијама у породицу је укључен и вакабундски језик (вакабунда). Једина информација о овом језику био је списак речи, за који се данас верује да је у погрешно означен и да је то у ствари списак речи на калкатуншком језику.